# Lestodiplosis rosarum
Lestodiplosis rosarum är en tvåvingeart som beskrevs av Barnes 1928. Lestodiplosis rosarum ingår i släktet Lestodiplosis och familjen gallmyggor. Inga underarter finns listade i Catalogue of Life.